# Nicolae Georgescu (deputat)
Nicolae Georgescu (n. 26 iulie 1976, Domnești, România) este un deputat român ales în legislaturile 2016-2020 și 2020-2024  pe listele PSD.
În calitate de deputat, este președinte al Grupului parlamentar de prietenie cu Republica Turcia, din februarie 2019 - prezent în cadrul Parlamentului României.
Este membru în Comisia pentru comunitățile de români din afara granițelor țării, din septembrie 2017 - prezent și membru în Comisia pentru apărare, ordine publică și siguranță națională din februarie 2019 până în prezent.
În primul mandat, a fost membru în Comisia pentru învățământ, știință, tineret și sport, perioada 2016 - februarie 2019. 
Este profesor de istorie. A fost, în perioada 2006 - aprilie 2007 profesor de istorie la Școala Gimnazială „Tudor Vladimirescu” (numărul 20) din Pitești. În perioada aprilie 2007–27 decembrie 2016 a fost manager la Școala Gimnazială Tudor Vladimirescu din Pitești. A renunțat la funcție în momentul în care a fost ales deputat. Devenind director după mandatul său la aceași școală.
1. ↑  „copie arhivă”. Arhivat din original la 8 aprilie 2024. Accesat în 8 aprilie 2024.